# Cəyirli (Qobustan)
Cəyirli è un comune dell'Azerbaigian situato nel distretto di Qobustan. Conta una popolazione di 2 424 abitanti.